# Kyrie eleison

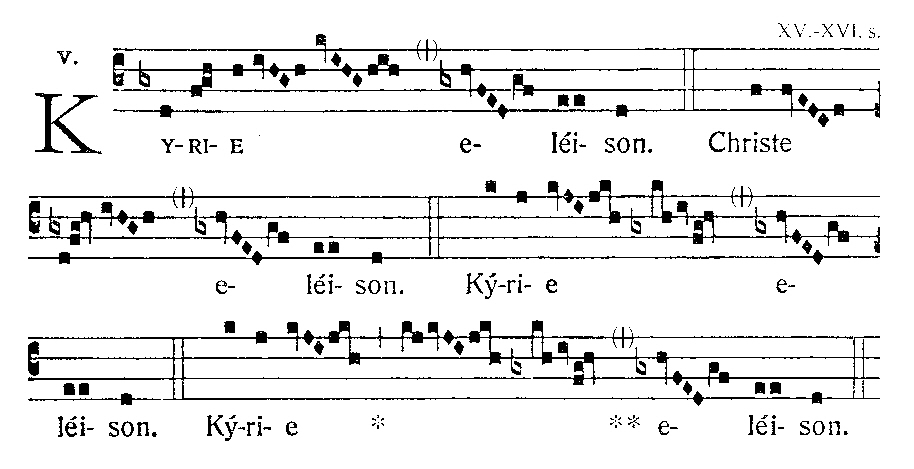
Kyrie eleison, VIII. Choralmesse (De angelis) im Graduale Novum

Kyrie eleison (gr. Κύριε ελέησον –  Panie, zmiłuj się) – jedna z ważniejszych formuł modlitewnych w liturgii Kościołów chrześcijańskich, występująca w liturgii mszy oraz w nabożeństwach pozaliturgicznych, np. w litaniach.
Forma wołania błagalnego występująca w Starym Testamencie (Ps. 40, 5; 40, 11, Iz. 33,2, a w zmienionej postaci eleison me kyrie - Ps. 7, 3; 10, 14; 31, 10; 56, 2; 86, 3 – numeracja według Septuaginty), która w tej postaci została przejęta do wszystkich liturgii Kościoła katolickiego.
W Eucharystii celebrowanej w zwyczajnej formie rytu rzymskiego wezwanie to jest odmawiane lub śpiewane po akcie pokuty (z wyjątkiem trzeciej formy tzw. tropów kyrialnych lub aspersji). Często odmawiane jest w językach narodowych (w Polsce w formie Panie, zmiłuj się nad nami).
W Eucharystii sprawowanej w nadzwyczajnej formie rytu rzymskiego wezwanie Kyrie eleison jest wykonywane trzykrotnie, następnie Christe eleison także trzykrotnie i powtórnie trzykrotnie Kyrie eleison. Modlitwa ta stanowi liturgiczno-muzyczną formę należącą do Ordinarium missae, wykonywaną po Introicie i bezpośrednio poprzedzającą Gloria.
Wezwanie Kyrie eleison rozpoczyna także większość litanii.
Formuła Kyrie eleison występuje wielokrotnie we wszystkich pozostałych obrządkach liturgicznych, zarówno w Kościele katolickim, jak i we wspólnotach prawosławnych i protestanckich.

## Rys historyczny
Kyrie eleison to gatunek litanijny biorący swoje początki na wschodzie, gdzie jest używane do dzisiaj jako odpowiedź ludu na wezwania diakona. We wschodnich kościołach śpiewają ją wszyscy tym samym czasie, podczas gdy w zachodnim śpiewają ją duchowni, a ludzie odpowiadają. W takiej właśnie formie występuje w relacji Eterii – najwcześniejszego znanego świadka opisującego liturgię jerozolimską końca IV w. Ten typ modlitwy litanijnej najprawdopodobniej powstał w Antiochii, następnie został zaadaptowany w Konstantynopolu, a następnie w Galii i Rzymie, gdzie Kyrie eleison było wykonywane podczas procesji do kościołów stacyjnych jako odpowiedź na inwokacje kantora lub kapłana. Później wezwanie Kyrie eleison usamodzielniło się i zaczęło być wykonywane podczas liturgii. W takiej formie już Sobór z Vaison (526 r.) uprawomocnił użycie Kyrie eleison w Matutinum, Mszy i Vesperas, a św. Benedykt zalecił jego odmawianie w swojej Regule (ok. 540 r.).
Obecną postać i miejsce Kyrie eleison w liturgii ustalił papież Grzegorz I (590-604) dodając wezwanie Christe eleison (jest to wyjątkowe dla rzymskiej liturgii łacińskiej) oraz określając sposób wykonywania w dni powszednie i świąteczne. Trzykrotnie powtarzane Kyrie eleison, Christe eleison i Kyrie eleison zawdzięczamy prawdopodobnie Karolingom i ich trosce o uporządkowanie liturgii.

## Forma muzyczna
Ze względu na swoją zwartą i krótką formę tekstową Kyrie eleison miało tendencje do dużej niezależności i rozwoju swobodnej melodyki. Pierwotnie prosta budowa formalna (np.: AAA, ABA) i melodyka umożliwiały wykonywanie Kyrie eleison przez wszystkich uczestników liturgii, lecz z czasem coraz bardziej rozbudowane formy (np.: aba cbc dcd) i melodie wykonywali przygotowani kantorzy. Już w czasach pierwszego Ordo Romanum (VI/VII w.) Kyrie eleison wykonywała schola, a w XII w. dziewięć inwokacji Kyrie eleison wykonywane były przez dwa małe zespoły kleryków, z których jeden pełnił funkcję scholi.
Pierwsze zapisy diastematyczne Kyrie eleison możemy odnaleźć w Kyriale, Troparium i Sequentiarium (X w.) z St. Marital de Limoges (Paris B.N. lat. 887) oraz w Cantatorium (X lub XI w.) z tego samego ośrodka (Paris B.N. lat. 1118); transkrypcje czterech z nich występują w Graduale Romanum (1908) (numery od III do VI), w którym łącznie znalazło się 30 melodii Kyrie eleison najbardziej powszechnych w średniowiecznych źródłach (Ordinarium Missae18; Cantus ad libitum11; Missa pro defunctis1). Zwyczajowo określane są one cyfrą pozycji, pod którą tam występują lub poprzez pierwsze wyrazy tropu danej melodii (np.: Kyrie I lub Kyrie Lux et origo, Kyrie II lub Kyrie fons bonitatis itd.).
W późniejszych wiekach do większości melizmatycznych melodii Kyrie eleison dodawano teksty łacińskie (obecnie zwane tropami) najczęściej określane w rękopisach jako: laudes preces, prosulae, prosae czy versus ad Kyrie eleison. Pierwszym świadectwem na istnienie tropowanych Kyrie eleison dał Amalary z Metzu (ok. 755 do ok. 850) w swoim słynnym De officiis ecclesiasticis. W następnych wiekach, a w szczególności XII i XIII, tropy Kyrie eleison, jak i innych części Ordinarium Missae przeżywały swój bujny rozkwit trwający aż do Soboru Trydenckiego, po którym ten rodzaj twórczości został zahamowany.
Przeznaczone do śpiewania doczekało się licznych opracowań melodycznych. Zbiór zatwierdzonych do użytku liturgicznego melodii do łacińskiego tekstu Kyrie eleison, „Gloria in excelsis Deo”, „Credo”, „Sanctus”, „Agnus Dei” i „Ite Missa est” nosi tytuł Kyriale Romanum.

## Stosowanie w liturgii
Kyrie służy jako początek litanii w obrządku łacińskim.